# VMware Fusion
VMware Fusion — гипервизор, позволяющий в среде macOS на базе платформ Intel и Apple Silicon создавать и запускать виртуальные машины, предоставляющие возможность запускать приложения, разработанные для других операционных систем, в том числе Windows и Linux. Поддерживаются как 32-разрядные, так и 64-разрядные версии ОС.

## История версий
| Версия | Опубликована     | Примечания |
| ------ | ---------------- | --- |
| 11.0   | 25 сентября 2018 | В дополнение к поддержке операционной системы macOS Mojave как в качестве хоста, так и гостевой системы, Fusion 11 поддерживает Windows 10 October 2018 Update и последние обновления для Server 2016. Другие заметные возможности включают: Enhanced Metal Graphics Rendering Engine с поддержкой Direct3D 10.1; обновлённые интерфейс и меню приложения; улучшенный Fusion REST API; SSH в один клик; новый вид vSphere; VMware Virtual Hardware Platform версии 16. |
| 10.1.0 | 21 декабря 2017  | Улучшена поддержка Windows 10 Fall Creators Update (сборка 1709) в качестве гостевой системы Включает VMware Tools 10.2.0 |
| 10.0   | 26 сентября 2017 | В дополнение к поддержке операционной системы macOS 10.13 High Sierra как в качестве хоста, так и гостевой системы, Fusion 10 поддерживает Windows 10 Fall Creators Update и последние обновления для Server 2016. |